# Constantin Jiquidi
Constantin Jiquidi (n. 22 mai 1865, Iași - d. 15 decembrie 1899, București) a fost un desenator și caricaturist român de origine greacă, tatăl graficianului Aurel Jiquidi (1896 - 1962).
Părinții săi, Panait Jiquidi și Ecaterina, născută Cartu-Romano, țineau la Iași un hotel-restaurant modest, denumit „Au Château des Fleurs”.
Constantin Jiquidi a debutat la vârsta de 17 ani cu Tipuri din Iași, apoi a colaborat la revista umoristică ieșeană „Bobârnacul”, fiind recunoscut ca un mare talent. Consacrarea definitivă s-a produs odată cu apariția, tot la Iași, a primului volum al albumului Caricaturi (1889).
În 1889 s-a stabilit definitiv în București, unde a fost pentru o scurtă perioadă unul dintre cei mai apreciați desenatori ai capitalei, până la decesul său la numai 34 de ani, cauzat de ftizie.
A colaborat cu I.L.Caragiale, ca grafician, la Moftul român.
A fost probabil primul desenator care a publicat benzi desenate în România, în revista „Amicul Copiilor”, în 1893.

## Galerie

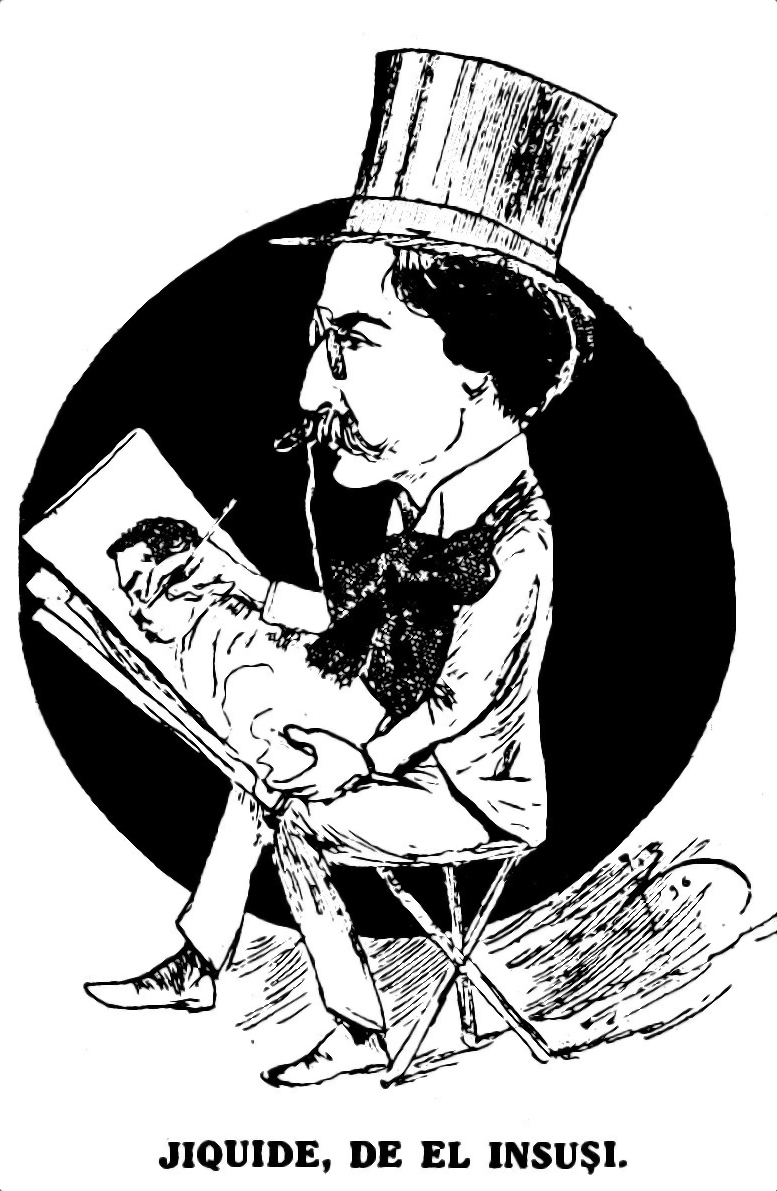
Constantin Jiquidi - De el însuși
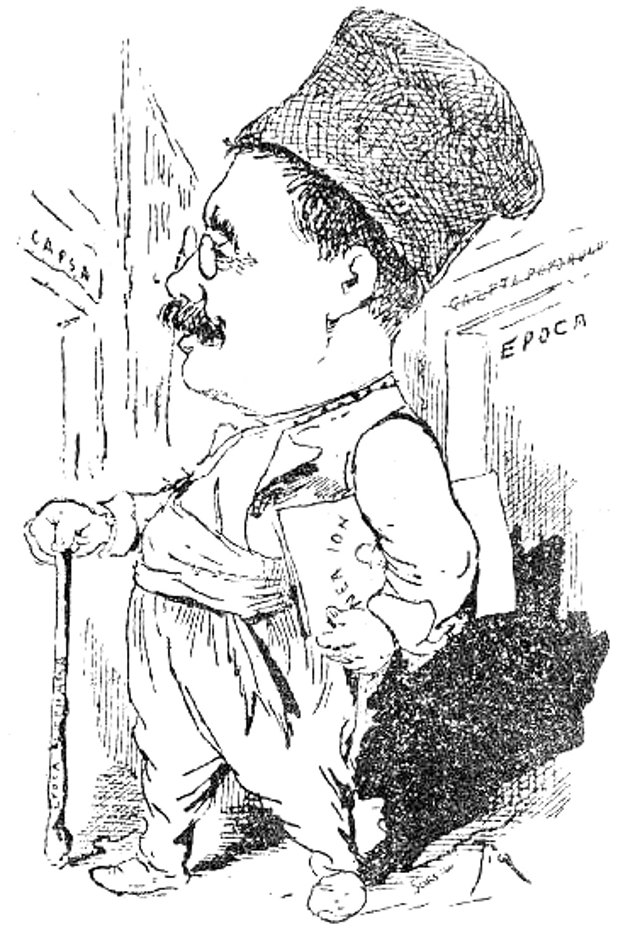
Caragiale la părăsirea ziarului Epoca

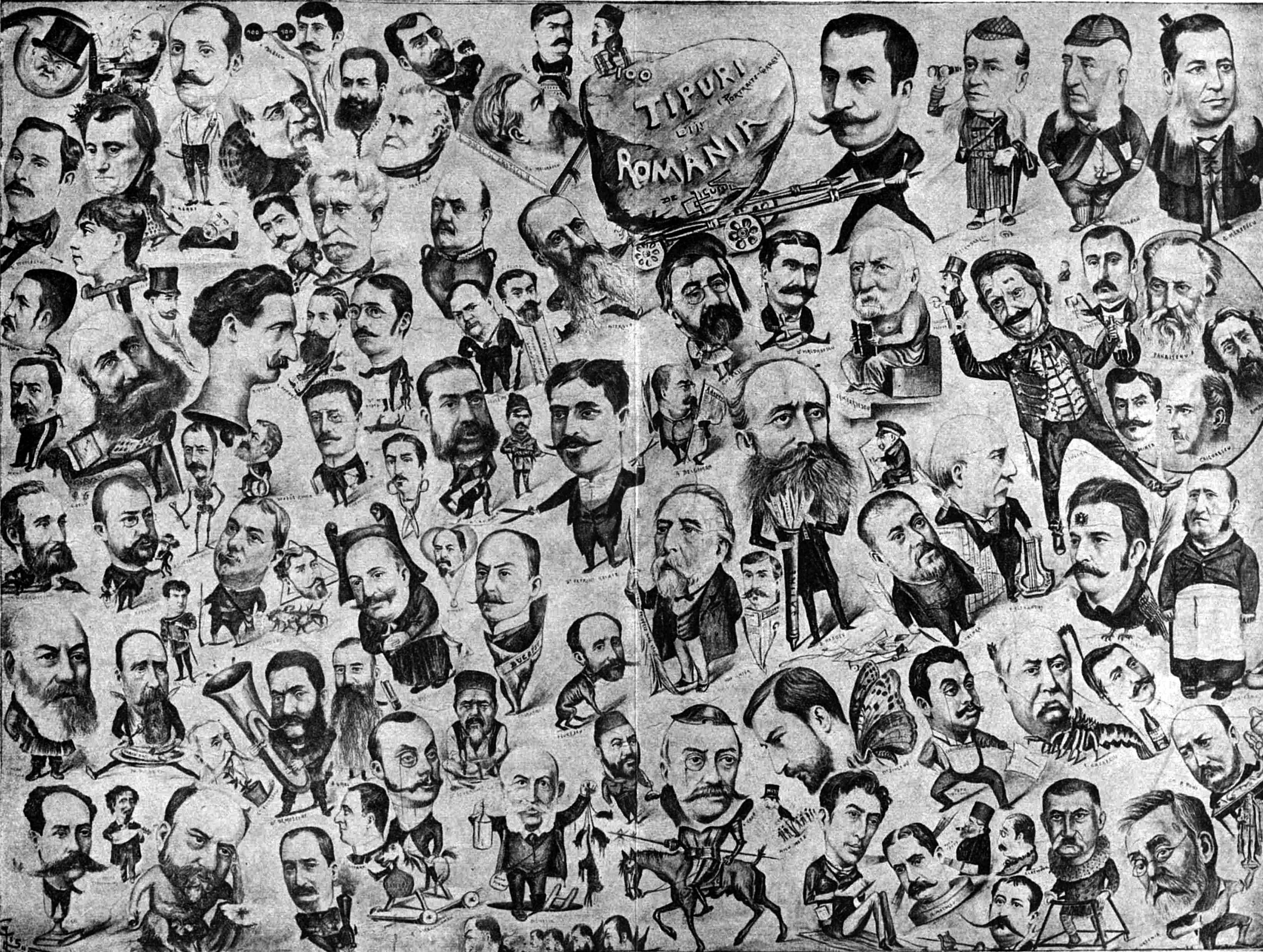
100 tipuri din România
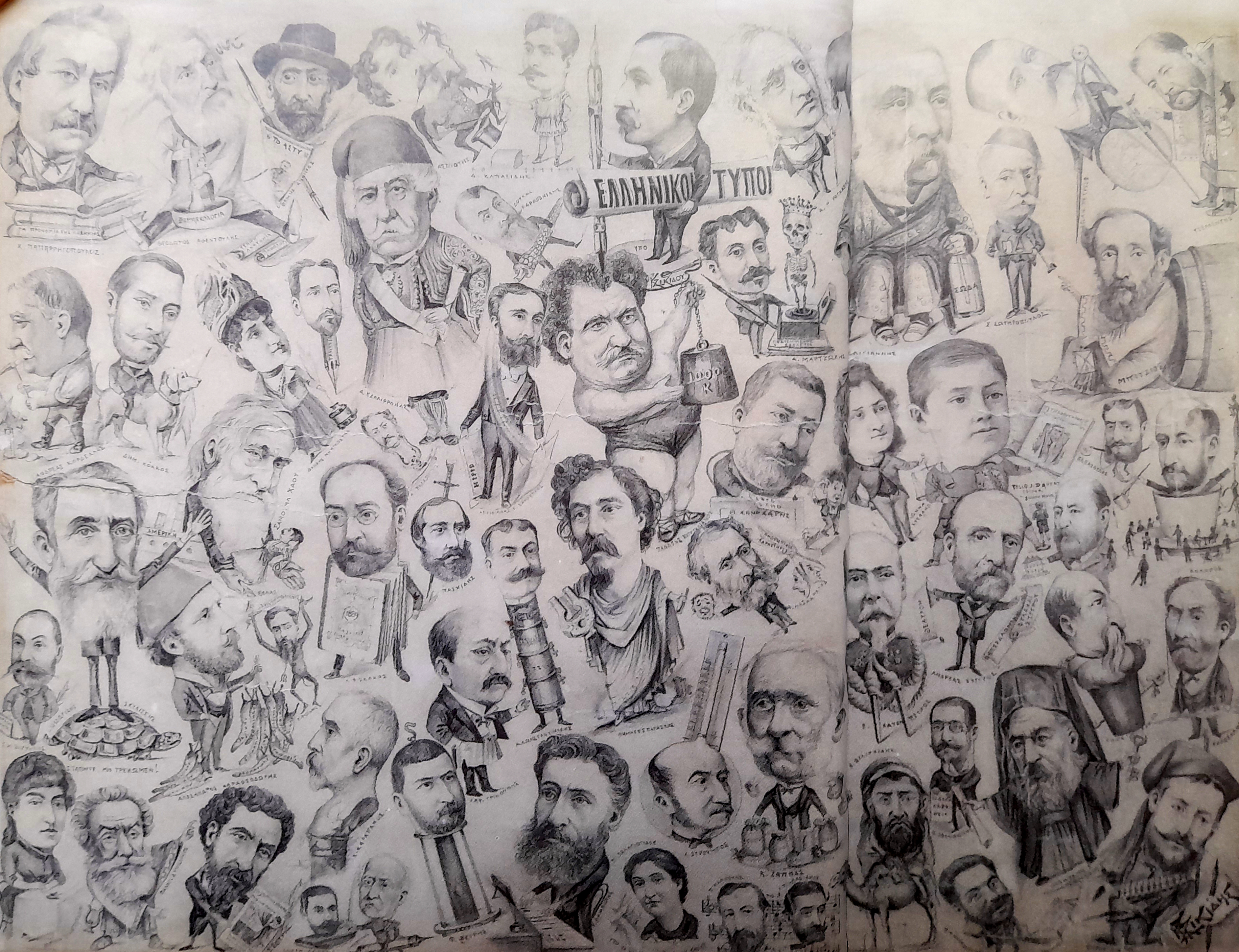
Tipuri grecești
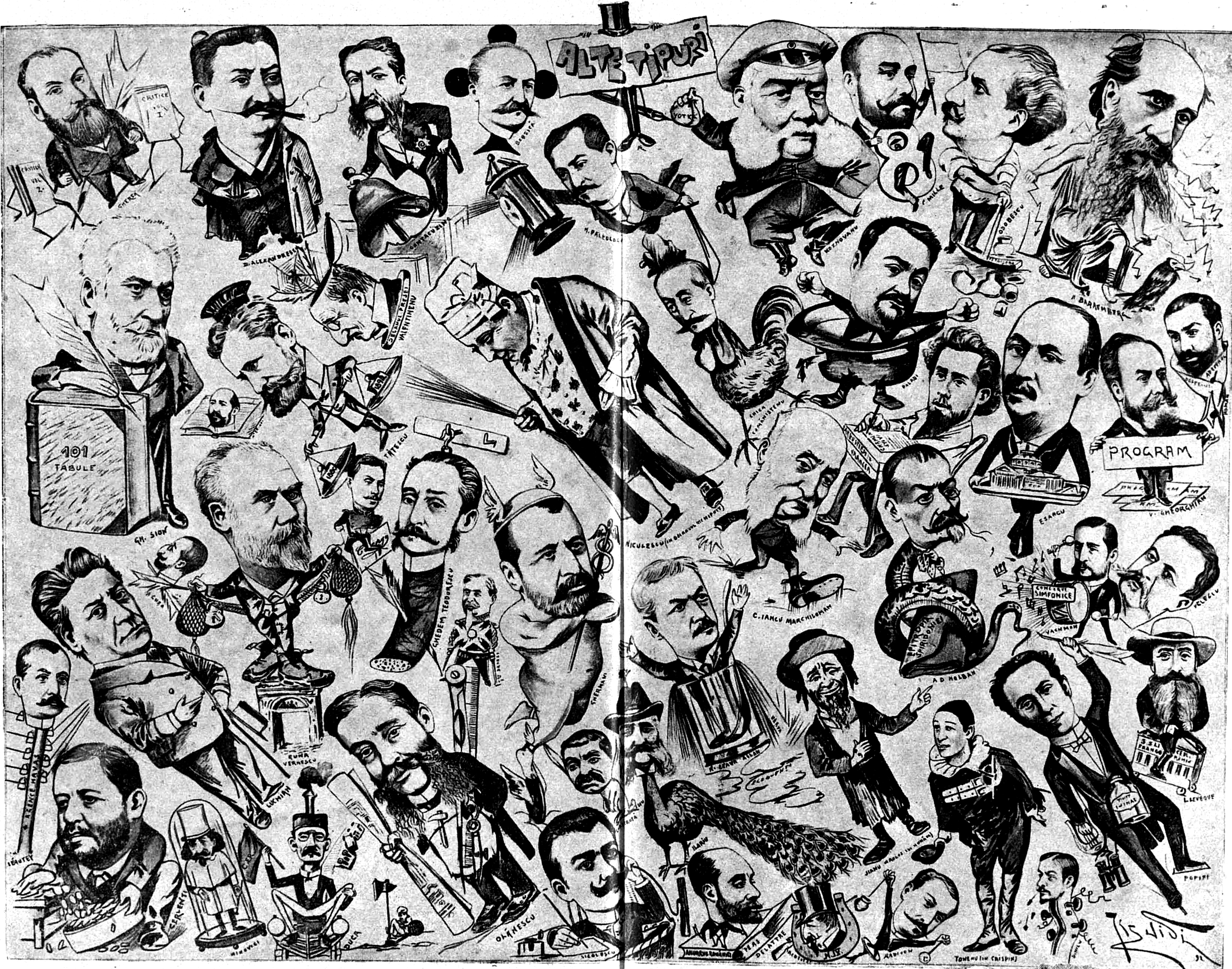
Alte tipuri